# 旭運河

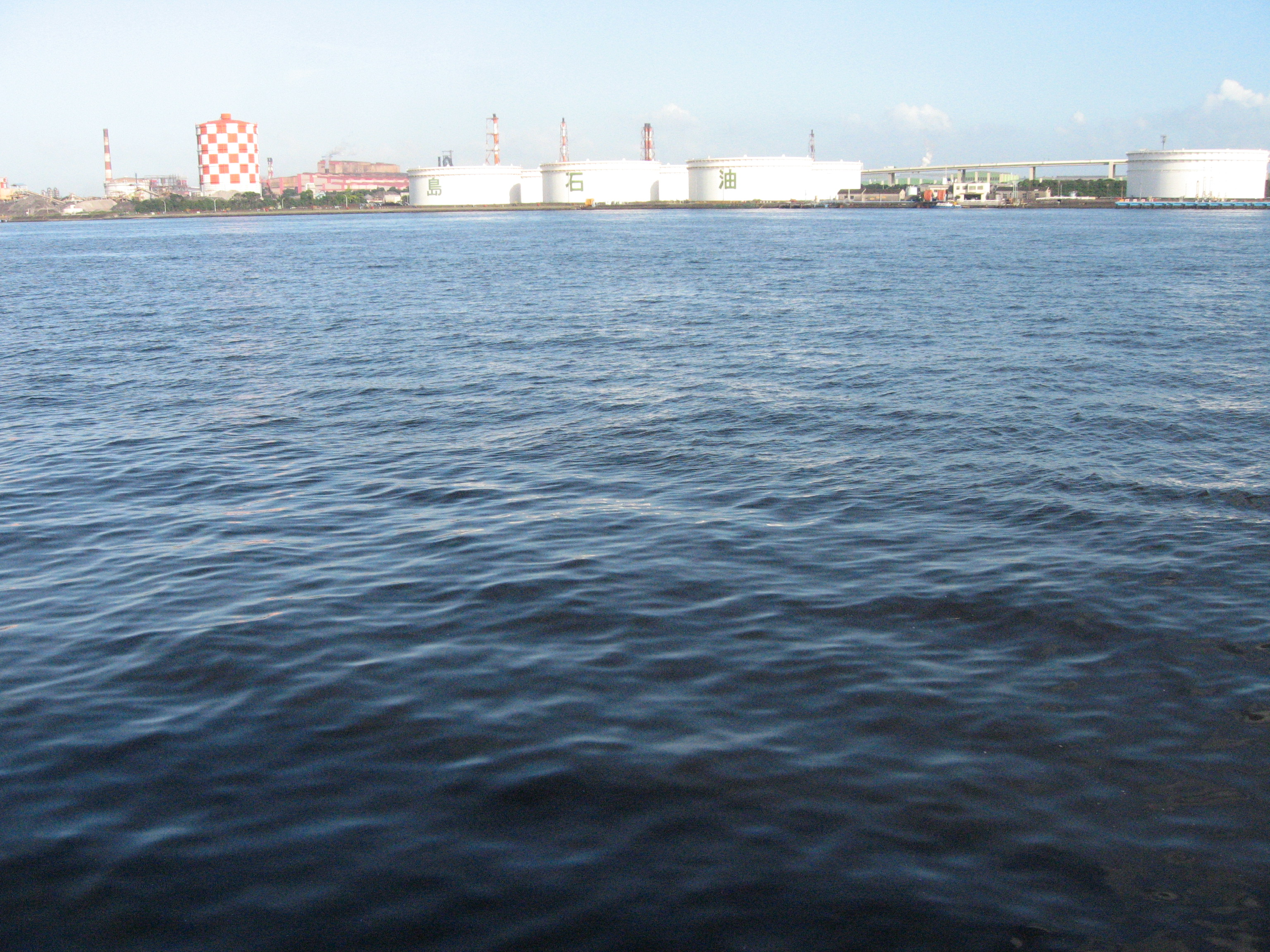
旭運河。新芝浦駅より、2006年12月31日撮影

旭運河（あさひうんが）は、神奈川県横浜市鶴見区に存在する運河。京浜工業地帯である鶴見区南側の埋立地を通っている。

## 地理

### 隣接している区画・運河

#### 区画
- 末広町
- 安善町
- 弁天町

#### 運河・川
- 安善運河
- 京浜運河

## 運河データ
- 起点:鶴見区弁天町南岸（14番地）
- 終点:京浜運河との合流点
- 長さ:1320メートル
- 幅:約75メートル